# Гран-при Эна (женский)
Гран-при Эна (фр. Grand Prix Fémin'Ain) — шоссейная однодневная велогонка, проходящая по территории Франции с 2007 года.

## История
С момента своего создания в 2007 году гонка стала проходить в рамках национального календаря. В 2011 году вошла в календарь женского Кубка Франции.
Маршрут гонки проходит в коммуне Изернор департамента Эн (регион Рона — Альпы). Дистанция представляет собой круг длиной 14 км который проходят 8 раз. Общая протяжённость составляет 112 км.

## Призёры
| Год  | Победитель         | Второй            | Третий               |
| ---- | ------------------ | ----------------- | -------------------- |
| 2007 | Жанни Лонго        | Эдвиж Питель      | Натали Тирар-Коллет  |
| 2008 | Амели Риват        | Эжени Мермиллот   | Од Полле             |
| 2009 | Эжени Мермиллот    | Орели Браманте    | Амели Риват          |
| 2010 | Флави Монтускла    | Marion Azam       | Анник Ле Хелли       |
| 2011 | Людивин Лозе       | Алексия Моффат    | Альна Бурато         |
| 2012 | Карли Тейлор       | Veronique Labonte | Одри Кордон          |
| 2013 | Амели Риват        | Элоди Хегобуру    | Мелани Бравар        |
| 2014 | Марион Сико        | Мелани Бравар     | Люси Падер           |
| 2015 | Ютта Стиенен       | Марион Сико       | Даниэла Рейс         |
| 2016 | Émilie Rochedy     | Сандрин Бидо      | Astrid Chazal        |
| 2017 | Марион Сико        | Фанни Лелеу       | Агуа Марина Эспинола |
| 2018 | Елизавета Ошуркова | Мария Новолодская | Мари Ле Нет          |
| 2019 | Аннабель Фишер     | Мари Ле Нет       | Camille Devi         |